# Lliga Democràtica
La Lliga Democràtica és un partit catalanista, liberal i democristià, fundat l'any 2019 per polítics de l'antiga Convergència i Unió, del Partit Popular Català i independents. Actualment el partit està liderat per Santi Fisas com a president i per Silvia Requena com a secretària general.

## Història
El seu naixement es va donar a conèixer el 7 d'agost de 2019. L'organització, llavors pendent de finalitzar la seva inscripció com partit polític al registre del Ministeri de l'Interior, s'havia dotat d'una executiva provisional, amb Astrid Barrio com a presidenta, José Nicolás de Salas Moreno com a vicepresident, Josep Ramon Bosch com a secretari general, Aitor Agea com a secretari d'organització i Alex Miró com a secretari de finances, amb intencions que aquesta cúpula gestionés l'organització fins a la celebració d'un congrés fundacional per a la tardor de 2019. Es va destacar també llavors a la premsa l'aspiració del partit a liderar un «catalanisme moderat de centre».
Actualment La Lliga és presidida per Santi Fisas i està en ple procés de refundació per tal de tornar al panorama polític català.
El 2021 La Lliga va ser el primer partit que va apostar i es va manifestar sense matisos en favor de l'indult als presos condemnats per l'anomenat "Procés" (2017-2023).
La Lliga també va impugnar l'ajornament de les eleccions al Parlament de 2021, donant mostra d'una gran intensitat política a les seves files.
Tot i considerar el PSC com a la "única força capaç de liderar un canvi polític" i tenir unes negociacions engegades, aquestes no fructificaren i a principis de gener de 2021 anunciaren que no concorrerien conjuntament amb els socialistes o altres grups polítics a les eleccions al Parlament del 14 de febrer.